# Johnstown (condado de Polk, Wisconsin)
Johnstown es un pueblo ubicado en el condado de Polk en el estado estadounidense de Wisconsin. En el Censo de 2010 tenía una población de 534 habitantes y una densidad poblacional de 5,55 personas por km².

## Geografía
Johnstown se encuentra ubicado en las coordenadas 45°30′27″N 92°13′36″O / 45.50750, -92.22667. Según la Oficina del Censo de los Estados Unidos, Johnstown tiene una superficie total de 96.13 km², de la cual 92.34 km² corresponden a tierra firme y (3.95%) 3.79 km² es agua.

## Demografía
Según el censo de 2010, había 534 personas residiendo en Johnstown. La densidad de población era de 5,55 hab./km². De los 534 habitantes, Johnstown estaba compuesto por el 82.02% blancos, el 0% eran afroamericanos, el 17.23% eran amerindios, el 0% eran asiáticos, el 0% eran isleños del Pacífico, el 0.19% eran de otras razas y el 0.56% pertenecían a dos o más razas. Del total de la población el 0.56% eran hispanos o latinos de cualquier raza.